# Aldo Caserta
Monsignor Aldo Caserta (Napoli, 19 dicembre 1919 – Villaricca, 25 gennaio 2017) è stato un presbitero e teologo italiano.

## Biografia
Nato e cresciuto nel quartiere napoletano di Materdei, era il fratello gemello del giornalista e intellettuale Renato Caserta. Spinto da una forte vocazione e da una spiccata attitudine allo studio, compì gli studi liceali e teologici al Seminario maggiore di Napoli, formandosi spiritualmente all’interno dell’Azione Cattolica, e ricevette l’ordinazione sacerdotale nel 1942. Partecipò alle Quattro giornate di Napoli insieme ad altri giovani sacerdoti del quartiere Materdei, contribuendo al trasporto dei feriti e alla protezione sia di renitenti napoletani che di soldati dell’armata occupante. 
Conseguì successivamente la laurea in Teologia presso la Pontificia facoltà teologica dell'Italia meridionale e la laurea in Storia e Filosofia presso l’Università di Napoli "Federico II". Specializzatosi in biblioteconomia, nel 1954 entrò all’Archivio di Stato di Napoli, per poi ottenere dal cardinale Alfonso Castaldo l’incarico di sistemazione dell’Archivio Storico Diocesano di Napoli, contribuendo alla sua definitiva ubicazione presso la Curia Arcivescovile e al recupero di numerosi archivi di confraternite dispersi o danneggiati durante la Seconda guerra mondiale. 
Docente di Storia della Chiesa prima al Seminario Maggiore Arcivescovile e poi, fino al 1989, alla Facoltà Teologica di Napoli, dove fu altresì docente di Metodologia e Archivistica, a seguito del Concilio Vaticano II ricevette dal cardinale Corrado Ursi l’incarico di coordinare i lavori della Commissione Liturgica Diocesana per la redazione della nuova liturgia delle ore e del messale della Chiesa di Napoli. Nel 1968 il cardinale Ursi gli conferì l’incarico di ispettore della Catacombe di San Gennaro; in tale veste contribuì alla riapertura al pubblico e alla prima sistemazione museale delle catacombe, utilizzate negli anni della guerra come rifugio antiaereo. 
Nei suoi studi, si occupò principalmente della figura storica di San Gennaro, della diffusione della sua devozione e in particolare del miracolo dello scioglimento del sangue. Su questo punto entrò spesso in polemica con gli studiosi impegnati nell’analisi scientifica del presunto miracolo, in particolare con gli autori dell’esperimento del CICAP che lo avrebbero riprodotto negli anni novanta. Nonostante ciò, viene considerato anche dagli studiosi laici uno dei maggiori e più equilibrati esperti del fenomeno.
Rettore della Chiesa di San Raffaele a Materdei – di cui contribuì al restauro in seguito ai danni riportati nel secondo conflitto mondiale – fu poi rettore e cappellano della chiesa dell’Addolorata a Villaricca. In seguito allo sviluppo urbanistico di questo comune della periferia napoletana, Aldo Caserta decise di edificare una nuova chiesa, provvedendo personalmente al reperimento di una parte dei fondi necessari attraverso la vendita di una sua proprietà immobiliare, e raccogliendo poi altre donazioni di fedeli e di enti ecclesiastici. Nel 1989 fu quindi inaugurata la Chiesa parrocchiale di Santa Rita da Cascia a Villaricca. Ritiratosi nella casa di riposo Villa San Giuseppe di Villaricca, ne fu cappellano fino alla morte. 

## Opere principali
- Archivi ecclesiastici di Napoli, Tipografia D'Agostino, Napoli, 1961.
- I problemi degli Archivi Ecclesiastici. Scritti vari, Agar, Napoli, 1970.
- La "Bolla della Crociata" nel Regno di Napoli, Athena Mediterranea, Napoli, 1971.
- Storia e scienza di fronte al "Miracolo di S. Gennaro" (con Gastone Lambertini), D'Auria, Napoli, 1972 (ristampa 1982).
- Sinodi della Chiesa di Napoli (sec. XVI-XX), Editoriale Comunicazioni Sociali, Napoli, 1983.
- Sen Gennaro - Il Miracolo - The Miracle (con Gastone Lambertini, testo italiano-inglese), Nuove Edizioni, Napoli, 1986.
- Il clero di Napoli durante la guerra e la resistenza (1940-1943), Luciano Editore, Napoli, 1995.